# Jordan Spence
Jordan James Spence (Woodford, 24 mei 1990) is een Engels voormalig voetballer die doorgaans speelde als rechtsback. Tussen 2008 en 2020 was hij actief voor West Ham United, Leyton Orient, Scunthorpe United, Bristol City, Sheffield Wednesday, MK Dons, Ipswich Town en ADO Den Haag.

## Clubcarrière
In 2004 sloot Spence zich aan bij de jeugdopleiding van West Ham United. Aldaar tekende hij twee jaar later zijn eerste jeugdcontract. Op 9 mei 2010 maakte de verdediger zijn debuut voor West Ham, toen hij vier minuten voor tijd in het veld kwam voor Alessandro Diamanti, tegen Manchester City (1–1 gelijkspel). Voordat hij gespeeld had voor West Ham, had hij al wel gespeeld voor Leyton Orient, dat hem een seizoen gehuurd had. In dat seizoen maakte hij zijn competitiedebuut in een duel tegen Scunthorpe United en hij speelde uiteindelijk twintig wedstrijden. Op 17 augustus 2009 werd Spence voor één maand verhuurd aan Scunthorpe United. Op 29 augustus werd die huurperiode verlengd tot 1 januari 2010, waardoor hij nog tot tien duels wist te komen. Op 3 maart 2011 werd Spence voor de derde keer verhuurd, dit keer aan Bristol City. Aldaar speelde hij minder dan een half seizoen, maar toen besloot manager Avram Grant hem nog een seizoen te huren van West Ham als, back-up achterin. De vierde club waar Spence aan verhuurd werd, was Sheffield Wednesday, dat hem op 31 augustus 2012 voor één maand huurde. Eind september keerde hij terug naar West Ham.
Op 24 oktober 2013 was het in de League One spelende MK Dons aan de beurt om Spence een maand op huurbasis over te nemen. Bij deze club was hij direct een basisspeler. Nadat Spence in januari 2014 terugkeerde naar West Ham United, haalde MK Dons hem diezelfde maand terug om er op huurbasis de rest van het seizoen af te maken. Na afloop van het seizoen legde MK Dons hem vervolgens definitief vast. Omdat hij toen geen contract met West Ham meer had, lijfde de club hem transfervrij in. In 2015 verlengde de verdediger zijn contract bij MK Dons met één jaar, tot medio 2016. Na afloop van deze verbintenis mocht Spence vertrekken van de clubleiding. Een halfjaar had hij geen club, maar in januari 2017 tekende hij een contract tot het einde van het seizoen bij Ipswich Town. Aan het einde van die jaargang werd de verbintenis verlengd met twee seizoenen. Gedurende twee jaar was Spence actief bij Ipswich, waarna hij de club achter zich liet. Tot januari 2020 bleef de Engelsman clubloos. In die maand tekende hij een contract voor het restant van het seizoen 2019/20 bij ADO Den Haag. Een half seizoen en vier competitieoptredens later vertrok Spence weer uit Den Haag. Hierop zette hij op dertigjarige leeftijd een punt achter zijn actieve loopbaan.